# Кожаска (комуна)
Кожаска (рум. Cojasca) — комуна у повіті Димбовіца в Румунії. До складу комуни входять такі села (дані про населення за 2002 рік):
- Кожаска (2074 особи) — адміністративний центр комуни
- Финтинеле (2611 осіб)
- Язу (2601 особа)

Комуна розташована на відстані 37 км на північний захід від Бухареста, 38 км на південний схід від Тирговіште, 105 км на південь від Брашова.

## Населення
За даними перепису населення 2002 року у комуні проживали 7286 осіб.
Національний склад населення комуни:
| Національність | Кількість осіб | Відсоток |
| -------------- | -------------- | -------- |
| цигани         | 4795           | 65,8%    |
| румуни         | 2488           | 34,1%    |
| німці          | 2              | < 0,1%   |
| серби          | 1              | < 0,1%   |

Рідною мовою назвали:
| Мова      | Кількість осіб | Відсоток |
| --------- | -------------- | -------- |
| румунська | 4728           | 64,9%    |
| циганська | 2558           | 35,1%    |

Склад населення комуни за віросповіданням:
| Релігія            | Кількість осіб | Відсоток |
| ------------------ | -------------- | -------- |
| православні        | 5126           | 70,4%    |
| п'ятдесятники      | 1141           | 15,7%    |
| бретрени           | 781            | 10,7%    |
| не релігійні       | 82             | 1,1%     |
| адвентисти         | 67             | 0,9%     |
| баптисти           | 35             | 0,5%     |
| греко-католики     | 1              | < 0,1%   |
| лютерани           | 1              | < 0,1%   |
| не вказали релігію | 52             | 0,7%     |